# Ethereal wave
Ethereal wave (detto anche ethereal darkwave, etheric wave, o semplicemente ethereal) è un termine con cui viene descritto un sottogenere di musica darkwave. Tipico di questo stile è l'uso delle chitarre a creare uno sfondo musicale atmosferico, grazie anche all'uso di effetti come il riverbero e il delay; un'altra caratteristica di questo genere è la voce sussurrata o una voce femminile lirica, spesso correlata a testi elaborati e dal contenuto esoterico.
Il gruppo statunitense Siddal ha descritto questo genere come «Un prodotto di influenze degli stili dei Cocteau Twins, dei Low, degli Slowdive, dei The Cure e dei Dead Can Dance, di vari stili di musica ambient, della chitarra, del sintetizzatore e dei ritmi sequenziali dello Shoegaze.»
Vi sono molti punti di contatto fra l'ethereal wave, lo shoegaze, e il dream pop, dal momento che gli artisti di questi stili sono stati influenzati da gruppi come i Dead Can Dance, i This Mortal Coil e i Cocteau Twins, come dai primi All About Eve e i Siouxsie and the Banshees.
Il genere è fortemente legato all'etichetta Projekt, tra le cui file sono presenti la maggior parte dei migliori e più noti artisti della scena statunitense. Altre case discografiche correlate alla scena ethereal la Tess Records con i This Ascension e la Hyperium  dei Chandeen.

## Principali artisti ethereal wave
- All My Faith Lost ...
- Ataraxia
- Autumn's Grey Solace
- Black Tape for a Blue Girl
- Chandeen
- Claire Voyant
- Dead Can Dance
- Enya
- Glaring
- Grimes
- Lisa Gerrard
- Love Spirals Downwards
- Lycia
- Mira
- Mors Syphilitica
- Siddal
- Soul Whirling Somewhere
- This Ascension
- This Mortal Coil
- Trance to the Sun